# Liste des évêques de Sant'Agata de' Goti
Cette liste recense les évêques qui se sont succédé sur le siège du diocèse de Sant'Agata de' Goti. En 1818, il est uni aeque principaliter au diocèse d'Acerra jusqu'en 1854. En 1984, Mgr Leonardo, ancien évêque de Telese ou Cerreto, est également nommé évêque de Sant'Agata de' Goti, unissant les deux sièges in persona episcopi. Ils sont pleinement unis le 30 septembre 1986 et la nouvelle circonscription prend le nom de diocèse de Cerreto Sannita-Telese-Sant'Agata de' Goti.

## Évêques de Sant'Agata de' Goti
- Madelfrido (970- ?)
- Adelardo (mentionné en 1000)
- Bernardo (1059-1101)
- Enrico (1108-1143)
- Andrea (mentionné en 1152)
- Giovanni Ier (? -1161)
- Orso (1178-1181)
- Anonyme (mentionné en 1182)
- Giovanni II (mentionné en 1191)
- Anonyme (mentionné en 1215)
- Anonyme (mentionné en 1222)
- Anonyme (mentionné en 1227)
- Bartolomeo (mentionné comme évêque élu en 1231)
- Giovanni III (1234-1239)
- Pietro, O.F.M (1253-1255)
- Nicola del Morrone (1266-1274)
- Eustachio, O.P (1282-1294)
  - Giovanni IV (1294-1295), administrateur apostolique
- Guido da San Michele, O.F.M (1295- ?)
- Francesco (mentionné en 1304)
- Roberto Ferrari (1318-1327)
- Pandolfo (1327-1342)
- Giacomo Martono (1344-1351), nommé évêque de Caserte
- Nicola Ier (1351-1386)
- Nicola II (1386-1391), nommé évêque de Vence
  - Pietro di Saba, O.F.M (1387- ?), antiévêque
- Antonio di Sarno, O.F.M (1391-1394), déposé
- Giacomo Papa (1394-1399)
- Pietro Gattula (1400-1423), nommé archevêque de Brindisi
- Raimondo degli Ugotti, O.S.B.I (1423-1430), nommé évêque de Boiano
- Giosuè Mormile (1430-1436), nommé évêque de Tropea
- Antonio Bretoni (1437-1440), nommé archevêque de Sorrente
- Galeotto de la Ratta (1442-1455)
- Amorotto (1455-1468)
- Pietro Antici Mattei (1469-1472), nommé évêque de Giovinazzo
- Marino Morola (1472-1487)
- Pietro Paolo Capobianco (1487-1505)
- Alfonso Carafa (1505-1512), nommé évêque de Lucera
- Giovanni Di Luigi, O.Carm (1512-1519)
- Giovanni De Gennaro (1523-1556)
- Giovanni Beroaldo (1557-1566)
  - Felice Peretti, O.F.M.Conv (1566-1571), nommé évêque de Fermo puis élu pape sous le nom de Sixte V
- Vincenzo Cisoni, O.P (1572-1583)
- Feliciano Ninguarda, O.P (1583-1588), nommé évêque de Côme
- Giovanni Evangelista Pelleo, O.F.M.Conv (1588-1595)
- Giulio Santuccio, O.F.M.Conv (1595-1607)
- Ettore Diotallevi † (1608-1635), nommé évêque de Fano
- Giovanni Agostino Gandolfo (1635-1653)
- Domenico Campanella, O.Carm (1654-1663)
- Biagio Mazzella, O.P (1663-1664)
- Giacomo Circi (1664-1699)
- Filippo Albini (1699-1722)
- Muzio Gaeta (1723-1735), nommé archevêque de Bari
- Flaminio Danza (1735-1762)
- Saint Alphonse de Liguori, C.Ss.R (1762-1775)
- Onofrio Rossi (1775-1784)
  - Siège vacant (1784-1792)
- Paolo Pozzuoli (1792-1799)
  - Siège vacant (1799-1818)
- Orazio Magliola (1818-1829)
- Emanuele Bellorado, O.P (1829-1833)
- Taddeo Garzilli (1834-1848)
- Francesco Iavarone (1849-1854)
- Francesco Paolo Lettieri (1855-1869)
- Domenico Ramaschiello (1871-1899)
- Ferdinando Maria Cieri (1899-1910)
- Alessio Ascalesi, C.PP.S (1911-1915), nommé archevêque de Bénévent
- Giuseppe de Nardis (1916-1953)
- Costantino Caminada † (1953-1960), nommé évêque auxiliaire de Syracuse
- Ilario Roatta (1960-1982)
  - Siège vacant (1982-1984)
- Felice Leonardo (1984-1986), nommé évêque de Cerreto Sannita-Telese-Sant'Agata de' Goti

## Sources
- « Diocese of Cerreto Sannita-Telese-Sant’Agata de’ Goti », sur www.catholic-hierarchy.org